# Edith Wangenheim
Edith Wangenheim (* 25. März 1947 in Blockwinkel, Landkreis Diepholz) ist eine bremische Politikerin (SPD). Sie war Abgeordnete in der Bremischen Bürgerschaft.

## Biografie

### Ausbildung und Beruf
Nach Abschluss der Volksschule absolvierte sie von 1962 bis 1964 eine Lehre als Apothekenhelferin und war bis 1977 als solche tätig. Zwischen 1977 und 1988 war sie dann Hausfrau. ab 1988 leitete sie dann eine Seniorenbegegnungsstätte. 1993 wurde Edith Wangenheim Koordinatorin für Begegnungsstätten bei der Arbeiterwohlfahrt (AWO) Bremen. Seit 2000 ist sie die Koordinatorin der Initiative Ehrenamt der AWO Bremen. 

### Politik
Sie trat 1976 in die SPD ein. 1988 bis 1991 war Edith Wangenheim Mitglied des Beirats beim Ortsamt Neustadt/Woltmershausen. 1992 wurde sie Ortsvereinsvorsitzende ihrer Partei in Woltmershausen. am 15. Juli 1994 wurde sie Mitglied der Bremischen Bürgerschaft. Sie ist nach der Bürgerschaftswahl am 13. Mai 2007 aus der Bürgerschaft ausgeschieden. Dort war sie zuletzt vertreten Petitionsausschuss, im Ausschuss für Angelegenheiten der Häfen im Lande Bremen, im Betriebsausschüssen KiTa Bremen, Werkstatt Bremen, im Jugendhilfeausschuss, im Landesjugendhilfeausschuss, sowie in der Deputationen für Soziales, Jugend, Senioren und Ausländerintegration sowie für Bildung.